# HV Groene Ster
Groene Ster is een Nederlandse handbalvereniging uit Zevenbergen. Groene Ster is opgericht op 27 september 1967. Anno 2020 telt de club circa 120 leden en richt de vereniging zich vooral op breedtesport.
Rond 1999 en 2004 speelde het eerste damesteam van Groene Ster in de eredivisie. In 2008 trok het damesteam zich uit de eerste divisie.
Het herenteam speelde tussen 1992 en 2009 in de eerste divisie. In juli 2009 maakte het bestuur van Groene Ster bekent dat het eerste herenteam uit de eerste divisie werd getrokken.

## Resultaten
Heren (1993 - 2009)
- 1993 11e
Eerste divisie B
- 1994 10e
Eerste divisie B
- 1995 9e
Eerste divisie B
- 1996 9e
Eerste divisie B
- 1997 8e
Eerste divisie B
- 1998 11e
Eerste divisie B
- 1999 8e
Eerste divisie B
- 2000 6e
Eerste divisie B
- 2001 6e
Eerste divisie B
- 2002 8e
Eerste divisie B
- 2003 11e
Eerste divisie
- 2004 5e
Eerste divisie
- 2005 6e
Eerste divisie
- 2006 4e
Eerste divisie
- 2007 8e
Eerste divisie
- 2008 8e
Eerste divisie
- 2009 5e
Eerste divisie
- 2010
- 2011
- 2012
- 2013
- 2014
- 2015
- 2016
- 2017
- 2018
- 2018
- 2020 1e
Hoofdklasse C
- 2021
Tweede divisie B
- 2022 4e
Tweede divisie A

- Eerste divisie
- Tweede divisie
- Hoofdklasse